# Sobreamor
Sobreamor es una serie de televisión creada por Daniel C. Zorrilla que se estrenó el 14 de febrero de 2020 por BlimTv. La serie es una producción original de Televisa Digital. La primera temporada consta de 7 episodios de 15 minutos de duración. Está protagonizada por Alberto Garmassi, Tatiana Del Real, Francisco De La Reguera, Dayren Chávez y Eugenio Rubio con la participación especial de Susana González. Los productores de la serie son Andrea De La Torre y Juan Farré.

## Sinopsis
Sobreamor es una comedia romántica que sigue la historia de Martín (Alberto Garmassi), un joven contador de veintiséis años quien, dos años después de haber terminado una intensa relación amorosa, emprende la búsqueda del amor verdadero.

## Elenco
- Alberto Garmassi como Martin Redondo[4]
- Tatiana Del Real como Gabriela Monteverde[4]
- Dayren Chávez como Karina Vélez[4]
- Susana González como Celia Garza[4]
- Francisco De La Reguera como Roberto Terán[4]
- Eugenio Rubio como Bruno Díaz.[4]

## Producción
La serie está inspirada en formatos educativos para preescolares y aborda un tema diferente en cada episodio de una forma didáctica con el afán de crear una discusión entre su audiencia. el formato de la serie mezcla ficción con testimoniales reales y animación.
La estética de la serie está trabajada para asimilar el lenguaje visual de una caricatura, utilizando una fotografía colorida y una edición de audio y video dinámica.
La corta duración de la serie, cuya primera temporada consta de 7 episodios de 15 minutos cada uno, corresponde a una tendencia global de contenidos de duración corta, pensados para una audiencia juvenil. La primera ventana de la serie es BlimTv pero se contempla que el proyecto se estrene en otras plataformas en el futuro.

## Recepción
La serie fue generalmente muy bien recibida por críticos y audiencias, principalmente por su franca representación de personajes homosexuales y las situaciones relacionadas con el amor que se viven en la actualidad.
Álvaro Cueva, escribiendo para Milenio, asegura que la producción "habla de diversidad sexual como nunca se había hecho en toda América Latina" y alaba los valores de producción de la serie y las actuaciones, en especial la de Susana González. Igualmente, resalta positivamente el carácter didáctico del formato, describiéndolo como "El Plaza Sésamo del amor" 
Sergio Serrano de TimeOut resalta el trabajo de fotografía y arte de la serie, comentando sobre el uso de color y compara la calidad y formato corto de la serie con producciones como The End Of The Fucking World y Paquita Salas.
Antonio Aja de El Economista describe a Sobreamor como una serie "muy actual, en un formato atractivo y más apegado a las tendencias digitales" y concluye que es un contenido que conecta con la realidad.